# Église de la Très-Sainte-Trinité de La Trinité
L’église de la Très-Sainte-Trinité, ou église de la Sainte-Trinité, est une église catholique située à La Trinité, en France.

## Localisation
La chapelle est située dans le département français des Alpes-Maritimes, sur la commune de La Trinité.

## Historique
Le 30 janvier 1818 le roi Victor-Emmanuel Ier fait de La Trinité une commune sous le nom de La Trinité-Victor.
La chapelle de La Trinité construite en 1617 est jugée trop petite. On décide de l'agrandir. Pendant la pose de la nouvelle couverture, en septembre 1841, elle s'effondre.

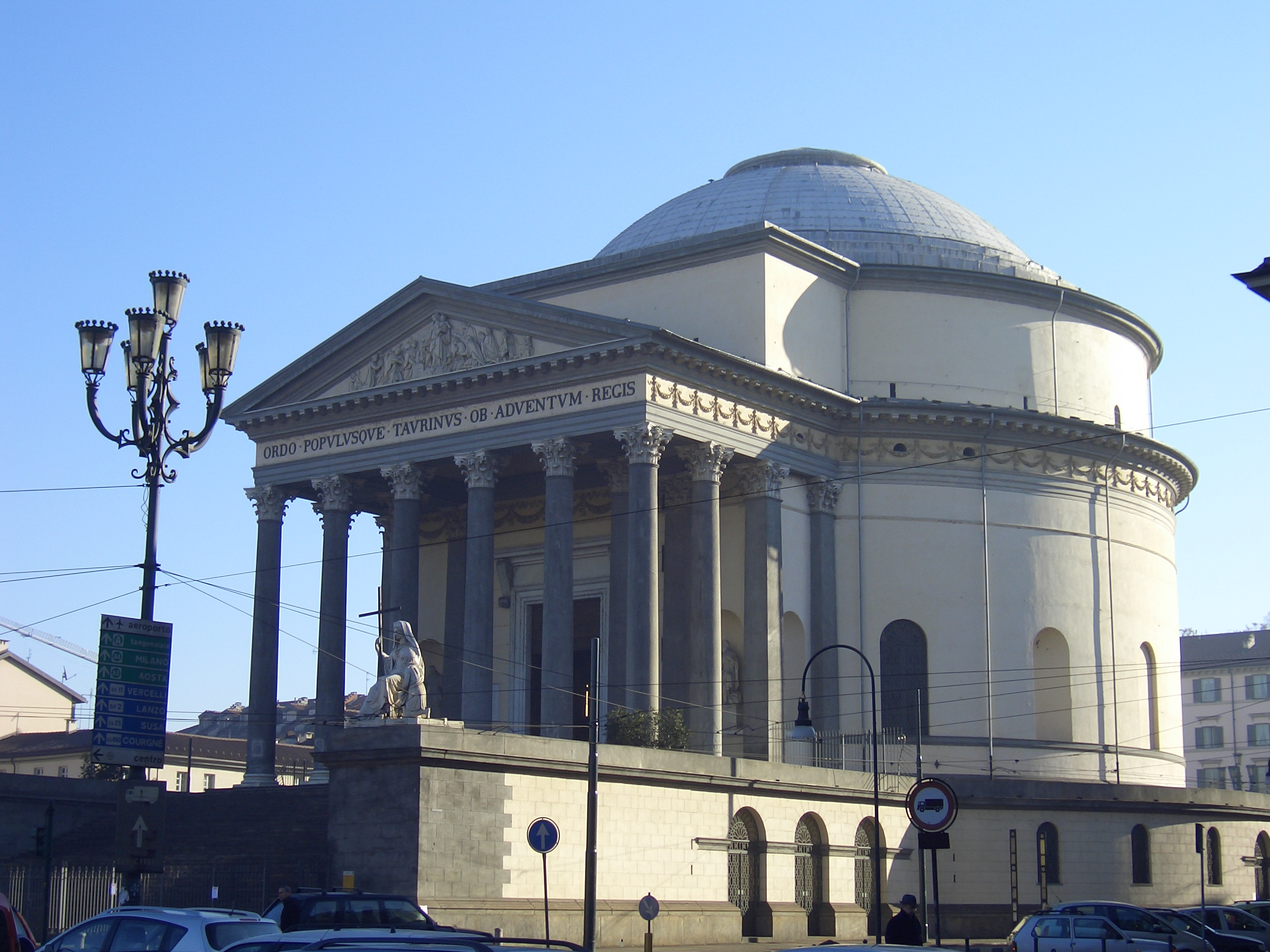
Église de la Gran Madre di Dio, à Turin.

Trois projets sont en concurrence. Le projet de l'architecte niçois Joseph Vernier (1800 - 1859) emporte le concours. Comme le signale l'architecte, son projet original reprend pour modèle l'église turinoise de la « Gran Madre di Dio », construite entre 1827 et 1831 par Ferdinando Monsignore. Sa façade s'inspire du Panthéon de Rome.
Elle a un plan centré hexagonal inscrit dans un triangle équilatéral dont la pointe des angles est coupée, trois absides logées dans les angles du triangle, trois avant-corps traités comme des façades de temples doriques antiques occupant les côtés, avec une coupole centrale épaulée par trois demi-coupoles. Pour rappeler la Trinité, l'architecte a décliné un parti ternaire. L'édifice est d'une grande unité spatiale.
Des malfaçons ont entraîné des procès qui ont duré jusqu'en 1866, à la mort des responsables. Au premier orage, le toit en tuiles vernissées s'est révélé poreux et en 1878, la chapelle est détruite par un incendie.
Une inscription rappelle la construction : « Cette église à la gloire de la Très-Sainte-Trinité a été construite sous l'heureux règne de l'auguste monarque Charles Albert 1er, roi de Sardaigne, de Chypre et de Jérusalem, et Monseigneur Dominique Galvano, évêque de Nicce, de l'abbé Honoré Cauvin, et de M. André Rebati, maire. Le 13 octobre 1845-24 décembre 1848 ».
L'édifice est inscrit au titre des monuments historiques le 11 mars 2004.